# Сафир
Сафир је плави драги камен, један од варијетета минерала корунда (Алуминијум оксид). Назив потиче од латинске речи лат. sapphiru, што значи плав. Ретка врста сафира је „Сафир звезда“ у коме је кристална структура таква да при фокусираном светлу показује звезду из било ког правца. Постоји још једна врста драгог камена - рубин, који је такође варијетет корунда. Сафир сматра се једним од четири највреднија драга камена заједно са рубином, смарагдом и дијамантом.
Историја сафира датира још пре 7. век п. н. е., када су га користили Етрурци, а после њих Грци и Римљани, који су га доносили из Индије (Шри Ланка).
Сафир је рођендански драгуљ за септембар и драги камен за 45. годишњицу брака. Сафирни јубилеј се јавља након 65 година.

## Боје сафира
Назив сафир некада се користило за сво драго камење. Око 1800. године признати су сафир и рубин као варијације корунда. Тада се плаво камење називало сафирима, а црвени рубинима, док су се све остале боје сврставало се под минерал корунд. Данас се минерали из групе корунда, свих боја, осим црвених, називају сафирима.
Корунди су иначе безбојни, транспарентни. Плаву боју сафирима дају примесе гвожђа и титанијума, љубичасту ванадијума, а хрома ружичасту. Када је проценат гвожђа мали, добијају се жути и зелени тонови. Сматра се да је примерак квалитетнији што је већа његова транспарентност.

## Налазишта
Корунд је врло редак минерал који се може наћи у алуминатним стенама следећих типова:
- Магматским или еруптивним стенама где се кристалише у стенама богатим алуминијумом и сиромашним са силицијумом, као што су базалт и сиенит (у Кенији).
- Контактно-метаморфним стенама (Кашмир, Танзанија, Кенија, Мадагаскар, Шри Ланка).
- Елувиајалним и алувијалним седиментним налазиштима, која– су најчешћа и срећу се на готово свим постојећим локалитетима.

Највећа налазишта сафира су у Мадагаскару, источној Африци, Шри Ланци, Кини, Мјанмар, на Тајланду, у Индији, САД и Аустралији.

## Познати сафири
- Бизмарков сафир потиче из Шри Ланке. Данас тежи 98.6 карата.[8]
- Гордонов сафир има око 50 карата и налази се у привеску огрлице са 111 дијаманата[9]
- Логанов сафир је један од највећих плавих смарагда. Има 422.99 карата и нађен је у Шри Ланци. Предат је на поклон институту 1960. године[10]
- Бомбајска звезда са 182 карата добила је на поклон глумица немог филма Мери Пикфорд од свог мужа, а она га је затим 1982. године предала Институту Смитсон.[11]
- Индијска звезда са 563.35 карата, је други по реду највећи и сафир звезда на свету. Формирао се пре 2 милијарде година, а пронађен је пре 300 година на Шри Ланци, у познатом налазишту сафира. Индустријалац Ј. П. Морган поклонио је тај сафир 1900. године Музеју природне историје у Њујорку. Сафир је данас један од највреднијих предмета у музеју.
- Азијска звезда тежи 330 карата. Због своје богате плаво љубичасте боје сматра се једним од најелпших сафира.
- Квинсландска звезда од 733 карата пронађен је 1930. године у Аустралији. То је највећи сафир звезда на свету. Једно време стајао је изложен заједно са Хоуповим дијамантом у Смитсоновом националном историјском музеју у Вашингтону.[12]

## Третмани
Сафири се могу третирати на неколико метода како би се побољшала и побољшала њихова јасноћа и боја.‍:197–247 Уобичајена је пракса загревања природних сафира да би се побољшао њихов изглед. Ово се постиже загревањем сафира у пећима на температуре између 800 и 1.800 °C (1.470 и 3.270 °F) током неколико сати, или чак недеља. Могу се користити различите атмосфере. Загревањем, камен постаје плавље боје, али губи део рутилних инклузија (свила). Када се користе високе температуре (1400 °C+), рутилна свила се раствара и постаје бистра под увећањем. Титанијум из рутила улази у чврст раствор и тако са гвожђем ствара плаву боју. Инклузије у природном камењу се лако виде помоћу драгуљарске лупе. Докази да су сафир и друго драго камење били подвргнути загревању датирају барем из римског доба. Незагревано природно камење је донекле ретко и често ће се продавати уз сертификат независне гемолошке лабораторије који потврђује да „нема доказа о термичкој обради“.
Јого сафирима није потребна термичка обрада јер је њихова различаста плава боја из земље привлачна; они су генерално без инклузија и имају високу униформну јасноћу. Када је Интергем Лимитед почео да продаје Јого 1980-их као једини гарантовани необрађени сафир на свету, топлотна обрада није била уобичајено декларисана; до касних 1980-их, топлотна обрада је постала главно питање. У то време, велики део свих светских сафира се загревао да би се побољшала њихова природна боја. Интергемов маркетинг гарантовано необрађених јога поставио их је насупрот многих у индустрији драгуља. Ово становиште се појавило као прича на насловној страни у Вол Стрит журнала 29. августа 1984. у чланку Била Ричардса, Карати и штикови: Трговац сафиром узнемирава индустрију драгуља. Међутим, највећи проблем са којим се рудник Јого суочио није била конкуренција термички обрађиваних сафира, већ чињеница да Јого камење никада није могло произвести количине сафира веће од једног карата након фасетирања. Као резултат тога, он је остао производ нише, са тржиштем које углавном постоји у САД.‍:676–695
Решеткасти („балк“) третмани дифузије се користе за додавање нечистоћа у сафир да би се побољшала боја. Овај процес је првобитно развијен и патентиран од стране Линд Ер одељења Јунион Карбида и укључивао је дифузију титанијума у синтетички сафир да би се уједначила плава боја. Касније је примењен на природни сафир. Данас се за дифузију титанијума често користи синтетичка безбојна база сафира. Слој боје створен дифузијом титанијума је изузетно танак (мање од 0,5 mm). Стога поновно полирање може узроковати од малог до значајног губитка боје. Покушана је дифузија хрома, али је напуштена због спорих стопа дифузије хрома у корунду.
Постоји неколико начина третирања сафира. Топлотна обрада у редукционој или оксидационој атмосфери (али без употребе било које друге додане нечистоће) се обично користи за побољшање боје сафира, а овај процес је понекад познат као „само загревање“ у трговини драгим камењем. Насупрот томе, међутим, топлотна обрада комбинована са намерним додавањем одређених специфичних нечистоћа (нпр. берилијума, титанијума, гвожђа, хрома или никла, који се апсорбују у кристалну структуру сафира) се такође обично изводи, а овај процес се може познати као „дифузија” у трговини драгим камењем. Међутим, упркос ономе што термини „само загревање“ и „дифузија“ могу да сугеришу, обе ове категорије третмана заправо укључују процесе дифузије.

## Синтетички сафир
Француску хемичар Огист Вернеј је 1911. године патентирао јефтин начин за добијање рубина и сафира вештачким путем, мада је прво вештачко драго камење успео да произведе још пре почетка 20. века. Овај поступак по њему је назван Вернелов процес и још увек се налази у употреби.
Године 1902, француски хемичар Огист Вернеј најавио је процес производње синтетичких кристала рубина. У фузији пламена (Вернејов процес), фини прах глинице се додаје у пламен кисеоника и водоника, који се усмерава надоле према керамичком постољу. Након успешне синтезе рубина, Вернеј је фокусирао своје напоре на сафир. Синтеза плавог сафира дошла је 1909. године, након што су хемијске анализе сафира сугерисале Вернеју да су гвожђе и титанијум узрок плаве боје. Вернеј је патентирао процес производње синтетичког плавог сафира 1911. године.‍:254–255
Због вертикалног слојевитог раста кристала и закривљене горње површине раста (која почиње од капи), кристали ће приказати закривљене линије раста које прате горњу површину. Ово је у супротности са природним кристалима корунда, који имају угаоне линије раста које се шире из једне тачке и прате равне кристалне површине.